# Perossido di potassio

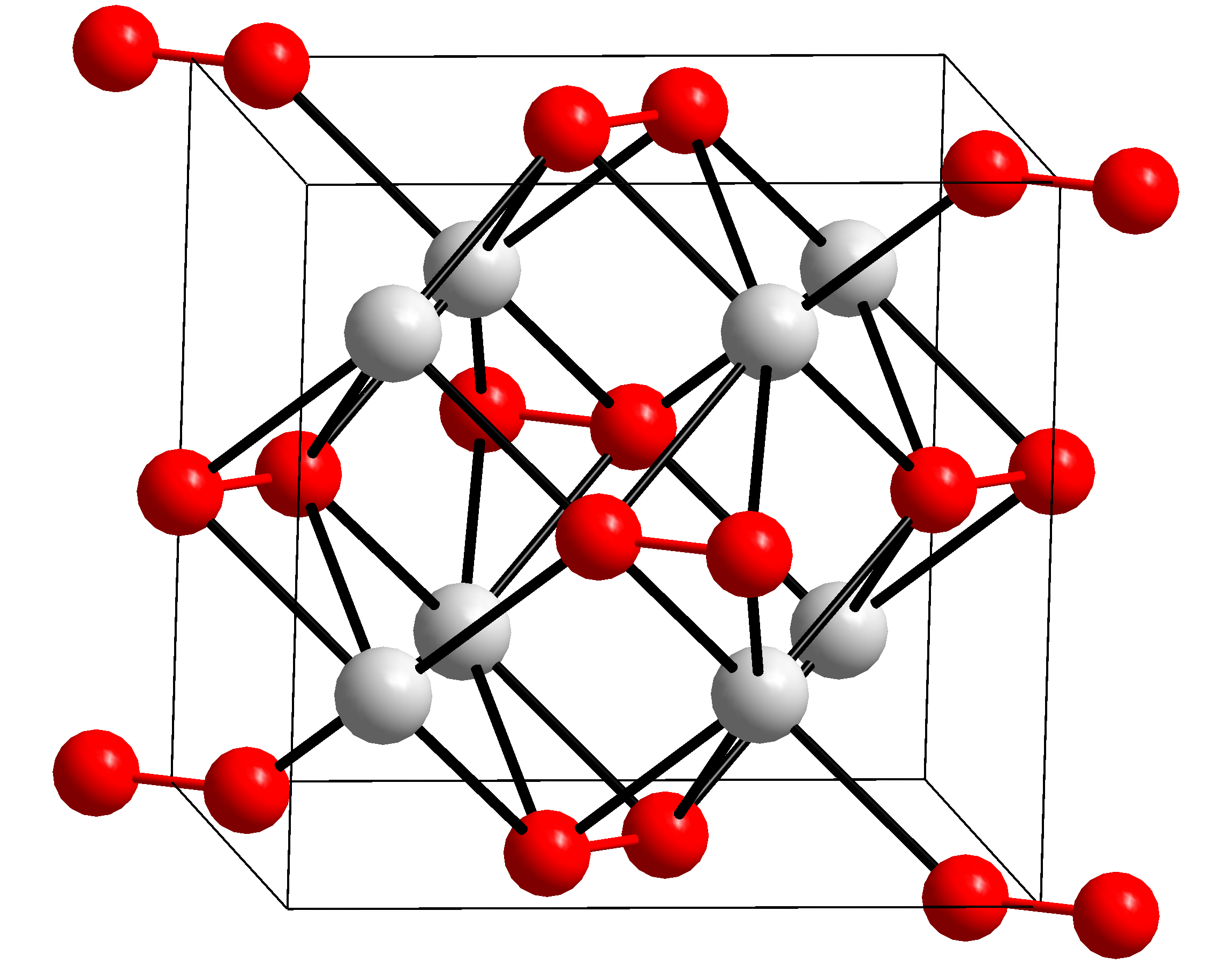
Struttura cristallina

Il perossido di potassio è un composto inorganico, la cui formula è K2O2. Si forma grazie alla reazione del potassio con l'ossigeno dell'aria.
La reazione del perossido di potassio con l'acqua produce idrossido di potassio e ossigeno molecolare: 
{\displaystyle {\ce {2K2O2\ +\ 2H2O->4KOH\ +\ O2}}}